# Saint-Hilaire-Saint-Mesmin
 Saint-Hilaire-Saint-Mesmin  es una población y comuna francesa, situada en la región de Centro, departamento de Loiret, en el distrito de Orléans y cantón de Olivet.

## Demografía
| 1418 | 1623 | 1835 | 1775 | 2025 | 2353 |
| Para los censos de 1962 a 1999 la población legal corresponde a la población sin duplicidades (Fuente: INSEE [Consultar]) |      |      |      |      |      |